# Красногорский (Красноярский край)
Красного́рский — посёлок в Назаровском районе Красноярского края России. Входит в состав Степновского сельсовета.

## География
Посёлок находится на расстоянии 57 км к югу от города Назарово, административного центра района.

## История
В 1968 году указом Президиума Верховного Совета РСФСР посёлок отделения № 3 Назаровского совхоза переименован в Красногорский.

## Население
| 2010 |
| ---- |
| 269  |

### Гендерный состав
По данным Всероссийской переписи населения 2010 года, в посёлке проживало 269 человек (145 мужчин и 124 женщины).